# قادر ساوون
قادر ساوون (۱۵ اوت ۱۹۲۶ – ۱۰ اکتبر ۱۹۹۵) بازیگر اهل کشور ترکیه بود. وی بازیگری را از اواخر دههٔ ۴۰ میلادی شروع کرد و در طول مسیر بازیگری اش، در تعداد بسیار زیادی فیلم بازی کرد.